# Municipio de Roscoe (Dakota del Norte)
El municipio de Roscoe (en inglés: Roscoe Township) es un municipio ubicado en el condado de LaMoure en el estado estadounidense de Dakota del Norte. En el año 2010 tenía una población de 59 habitantes y una densidad poblacional de 0,63 personas por km².

## Geografía
El municipio de Roscoe se encuentra ubicado en las coordenadas 46°30′1″N 98°28′25″O / 46.50028, -98.47361. Según la Oficina del Censo de los Estados Unidos, el municipio tiene una superficie total de 93.01 km², de la cual 93,01 km² corresponden a tierra firme y (0 %) 0 km² es agua.

## Demografía
Según el censo de 2010, había 59 personas residiendo en el municipio de Roscoe. La densidad de población era de 0,63 hab./km². De los 59 habitantes, el municipio de Roscoe estaba compuesto por el 100 % blancos. Del total de la población el 0 % eran hispanos o latinos de cualquier raza.